# 1898 en droit
Cet article présente les faits marquants de l'année 1898 en droit.

## Événements
- La Louisiane, à l'instar d'autres États, met en place une clause du grand-père : limitation du droit de vote non applicable aux personnes dont le grand-père ou ses descendants ont voté avant 1867 : moyen d'exclure les noirs et les immigrants.
- Japon : Adoption d’un code civil inspiré du code allemand de préférence à un premier projet préparé par des juristes français.
- Le suffrage universel est introduit en Norvège. Le droit de vote est accordé aux femmes dans les élections locales en Norvège.
- Interdiction des grèves des ouvriers agricoles hongrois.
- France : loi sur les accidents du travail.

### Janvier
- 10 janvier, Affaire Dreyfus : procès à huis clos d'Esterhazy, il est acquitté, et acclamé par la foule.

### Février
- 7 février, Affaire Dreyfus : premier procès d'Émile Zola, cassé pour vice de forme.

### Mars
- 28 mars : lois navales du secrétaire d’État à la marine Alfred von Tirpitz adoptés par le Reichstag en Allemagne. Elles prévoient la mise en chantier de 17 cuirassés de ligne, 8 cuirassés côtiers, 35 croiseurs et 2 vaisseaux de ligne. Ce programme ne prétend par rivaliser avec la flotte britannique mais est à la hauteur des ambitions coloniales et commerciales de l’Allemagne.

### Avril
- 9 avril : loi organisant les chambres de commerce en France.
- 18 avril : Loi d'Égalité en Belgique, les lois et les arrêtés sont désormais adoptés et publiés en français et en néerlandais.

### Juillet
- 18 juillet, Affaire Dreyfus : second procès d'Émile Zola, condamné, il s'exile à Londres.

### Septembre
- 15 septembre [1] création aux États-Unis du National Afro-American Council pour protester contre le lynchage, contre le système de péonisation, la discrimination et la privation des droits de représentation.